# Karjala Cup 2013
Der Karjala Cup 2013 war seit 1996 die 18. Austragung des in Finnland stattfindenden Eishockeyturniers. Es ist Teil der Euro Hockey Tour, bei welcher sich die Nationalmannschaften Finnlands, Schwedens, Russlands und Tschechiens messen. Die Spiele wurden vom 7. bis 10. November 2013 am Hauptspielort Helsinki und im schwedischen Gävle ausgetragen.

## Spiele
| 7. November 2013 19:00 Uhr | Schweden Linus Klasen (3:54) Simon Hjalmarsson (16:03) Pär Arlbrandt (16:32) Linus Klasen (27:49) Simon Hjalmarsson (32:49) Martin Thörnberg (58.37) | 6:0 (3:0, 2:0, 1:0) Spielbericht | Tschechien | Läkerol Arena, Gävle Zuschauer: 4.775 |

| 7. November 2013 18:30 Uhr | Russland Juri Alexandrow (9:01) Michail Warnakow (20:48) Jegor Awerin (45:43) | 3:4 (1:1, 1:2, 1:1) Spielbericht | Finnland Juuso Hietanen (3:45) Oskar Osala (22:21) Leo Komarov (26:49) Sakari Salminen 53:52 | Hartwall Arena, Helsinki Zuschauer: 9.883 |

| 9. November 2013 12:30 Uhr | Schweden Oscar Möller (35:58) David Ullström (59:59) | 2:5 (0:2, 1:2, 1:1) Spielbericht | Russland Artemi Panarin (1:51) Enwer Lissin (10:18) Jegor Awerin (21:20) Ilja Nikulin (36:21) Enwer Lissin (54:41) | Hartwall Arena, Helsinki Zuschauer: 7.729 |

| 9. November 2013 16:30 Uhr | Finnland Petri Kontiola (36:08) Mika Pyörälä (44:21) Jori Lehterä (54:45) | 3:2 (0:1, 1:1, 2:0) Spielbericht | Tschechien Jakub Petružálek (13:40) Jan Kovář (22:37) | Hartwall Arena, Helsinki Zuschauer: 11.801 |

| 10. November 2013 12:30 Uhr | Tschechien | 0:2 (0:0, 0:0, 0:2) Spielbericht | Russland Alexander Popow (40:34) Michail Warnakow (41:08) | Hartwall Arena, Helsinki Zuschauer: 6.777 |

| 10. November 2013 16:30 Uhr | Finnland Jere Karalahti (34:35) Niklas Hagman (56:52) | 2:3 n. V. (0:1, 1:1, 1:0, 0:1) Spielbericht | Schweden Pär Arlbrandt (17:39) Linus Klasen (28:17) Sebastian Erixon (61:48) | Hartwall Arena, Helsinki Zuschauer: 11.641 |

## Tabelle
| Pl. |            | Sp | S | OTS | OTN | N | Tore  | Punkte |
|     | Finnland   | 3  | 2 | 0   | 1   | 0 | 09:08 | 7      |
|     | Russland   | 3  | 2 | 0   | 0   | 1 | 10:06 | 6      |
|     | Schweden   | 3  | 1 | 1   | 0   | 1 | 11:07 | 5      |
| 4.  | Tschechien | 3  | 0 | 0   | 0   | 3 | 02:11 | 0      |

## Auszeichnungen
All-Star-Team
Das All-Star-Team wurde durch die akkreditierten Journalisten ausgewählt.
| Angriff:      | Enwer Lissin – Petri Kontiola – Pär Arlbrandt |
| Verteidigung: | Andrei Subarew – Lasse Kukkonen               |
| Tor:          | Henrik Karlsson                               |

Spielertrophäen
Die Wahl der besten Spieler des Turniers erfolgte durch die Vertreter der IIHF.
| Bester Stürmer:     | Petri Kontiola  |
| Bester Verteidiger: | Andrei Subarew  |
| Bester Torwart:     | Henrik Karlsson |